# Meghrashen
Meghrashen là một đô thị thuộc tỉnh Shirak, Armenia. Dân số ước tính năm 2011 là 1496 người.